# Ștefan Luchian
Ștefan Luchian (Ștefănești, 1º febbraio 1868 – Bucarest, 28 giugno 1916) è stato un pittore rumeno, esponente del simbolismo. Egli veniva chiamato il poeta plastico dei fiori.

## Biografia

### I primi anni e la sua educazione
Nasce in un villaggio della  regione Moldavia romena, figlio di Dumitru Luchian, ufficiale militare, ed Elena Chiriacescu. La vocazione del futuro pittore si manifesta dall'infanzia resistendo agli sforzi della madre di iscriverlo ad una scuola militare. Nel 1873 la famiglia si sposta a Bucarest e Stefan si iscrive nel 1885 al corso di pittura della Scuola delle Belle Arti, che termina nel 1889 ottenendo la medaglia di bronzo per un ritratto e per uno studio di natura. Il suo maestro è stato, in questo periodo di formazione, Nicolae Grigorescu, che l'ha incoraggiato senza impedire il libero sviluppo della sua personalità. Nell'autunno dell'anno 1889 parte per Monaco dove studia due semestri alla Accademia delle belle arti eseguendo copie da opere di Correggio e Rembrandt che si trovavano al museo dell'arte. Torna in Romania nel 1890 e partecipa alla prima esposizione della società d'arte che si chiamava "Il Circolo Artistico" (Cercul artistic). Parte l'anno seguente per Parigi dove studia alla Accademia Julian e conosce nei musei e alle esposizioni la vita artistica parigina che in questo periodo si trova in piena effervescenza impressionistica. Il quadro "Ultima corsa d'autunno" (Ultima cursă de toamnă) mostra l'evidente influenza di Manet e Degas ma anche l'eco delle predilezioni mondane, che Luchian continuerà a manifestare per un periodo anche a Bucarest.

### La maturità tra malattia e povertà
Tornato a nella capitale rumena sarà nel 1896 il principale iniziatore dell'"Esposizione degli artisti indipendenti" (Expoziţia artiştilor independenţi) che si aprirà anche di fronte al Salonul Oficial.
Si iscrive ad un concorso per occupare la cattedra di pittura della Accademia delle Belle Arti di Jassy dal quale si ritira protestando contro presunte macchinazioni che vi erano dietro. Nel 1900 partecipa con due pastelli alla "Esposizione Universale di Parigi". Nello stesso anno appaiono le prime manifestazioni di una affezione al midollo spinale (sclerosi multipla) che dopo miglioramenti alterni lo lasciano infermo per tutta la vita. La sorte è contro di lui la malattia e la povertà materiale lo accompagnarono per sempre. Continua però a lavorare con frenesia e fino al 1915 espone senza interruzioni. Presenza eminente nella vita artistica dell'epoca, Luchian non conosce il successo per molto tempo cosicché nella sua esposizione del 1905 l'unico compratore di un suo quadro è stato il pittore Grigorescu. Un gruppo ristretto di ammiratori ed amici lo acclamano, però la sua condizione di vita continua ad essere molto precaria.
Dal 1909 fino alla sua morte sarà paralizzato dalla malattia. Aveva fissato, però, nella sua memoria gli splendidi e brillanti colori del paesaggio rumeno che rappresenterà in una intera serie di opere: reali miracoli di semplicità e finezza, di sintesi cromatica ed architetturale delle forme, di colori brillanti e delicati allo stesso tempo. Alla tecnica dell'olio Luchian mette insieme per il paesaggio e per molte delle nature morte con i fiori il pastello col quale arriva ad una maestria ineguagliabile. La fluidità dei contorni e la delicatezza di velluto dei petali sono stati evocati da lui nel miglior modo possibile con la tecnica del pastello. Luchian aveva cominciato a dipingere fiori anche prima della malattia, ma solo dal 1908 egli si concentra in questa direzione con tutta la sua energia creativa, con tutta la sua passione, per la natura con tutto l'amore per la vita e per la bellezza che aveva. Ecco perché i fiori di Luchian hanno quella intensità quasi drammatica del sentimento, quella luce interiore, quella semplicità grave che fanno molti di loro reali capolavori ("Gli anemoni" (Anemonele) ne è un esempio).
Luchian è morto il 28 giugno del 1916 e negli ultimi periodi della sua vita, non essendo più capace di tenere il pennello avendo le dita paralizzate, chiedeva a qualcun altro di legarglielo al polso.

## Galleria delle opere

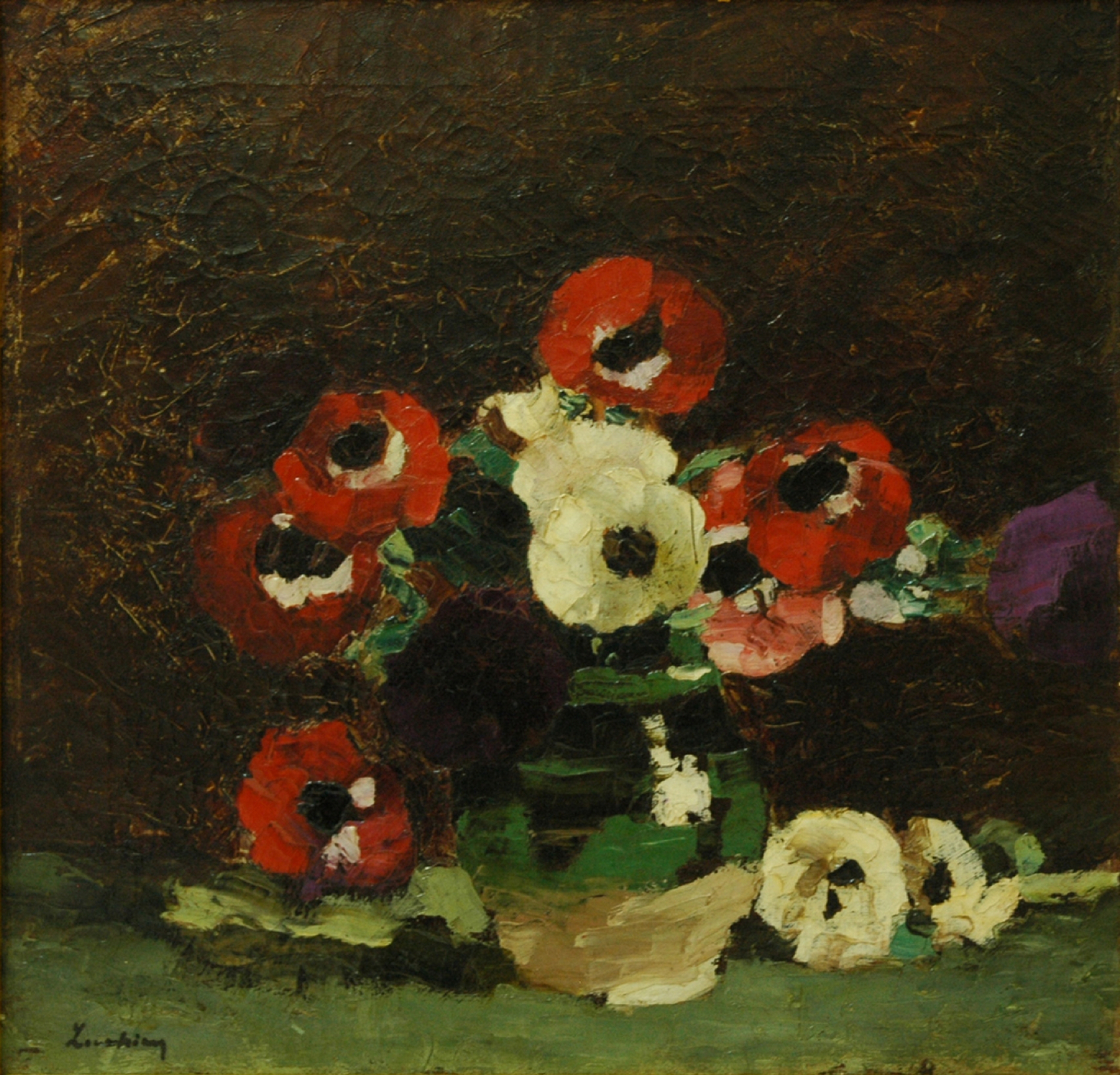
Gli anemoni
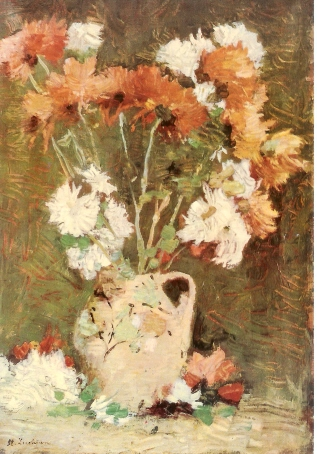
Dumitriţe
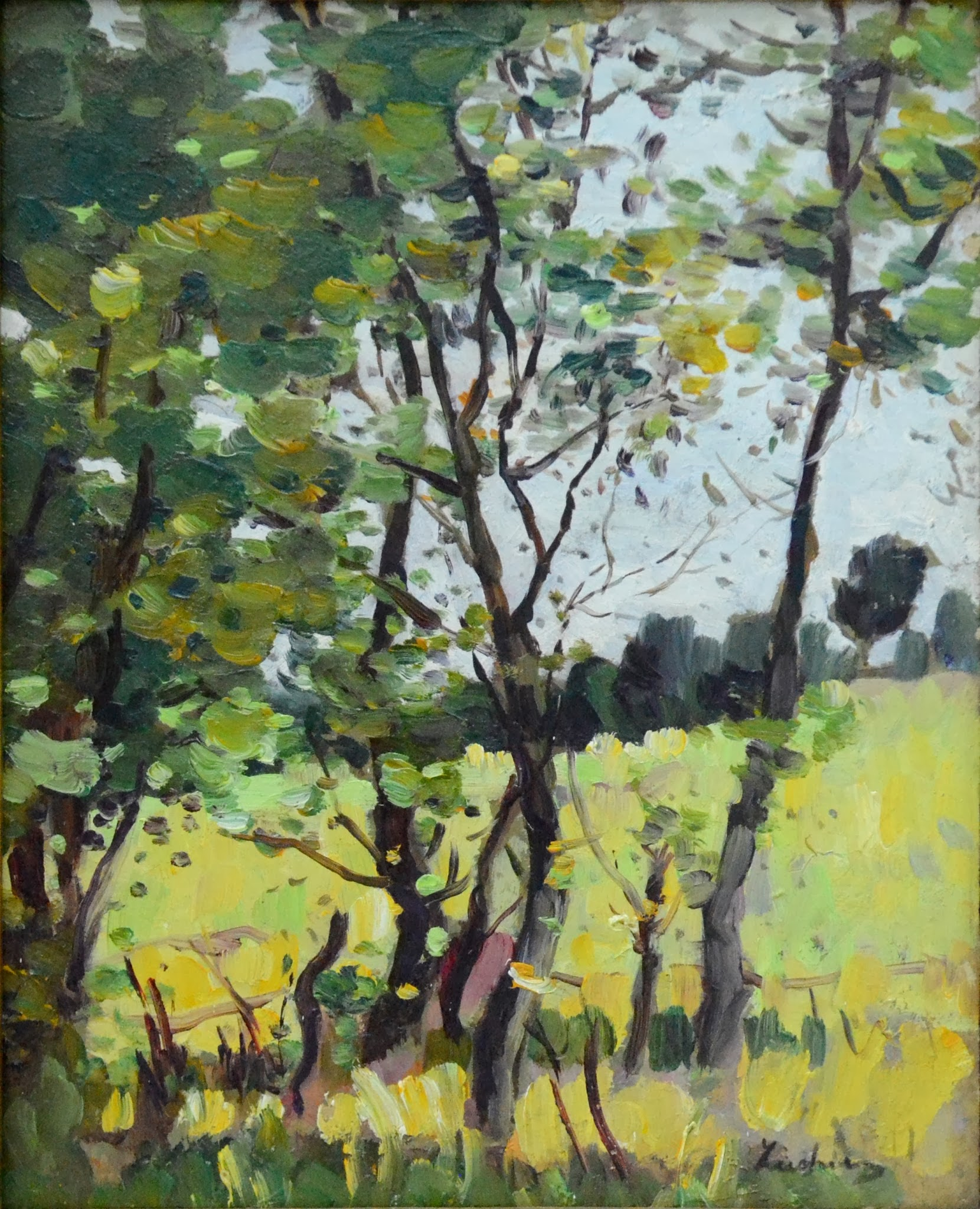
Lunca de poduri, 1909
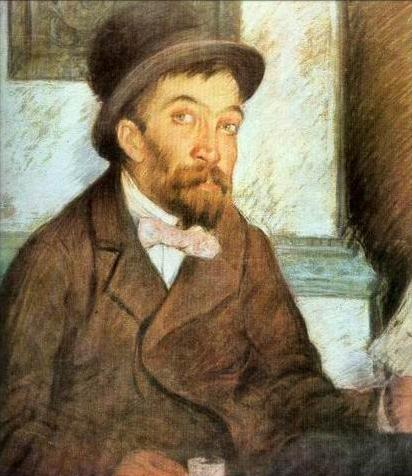
Il letterato Alecu
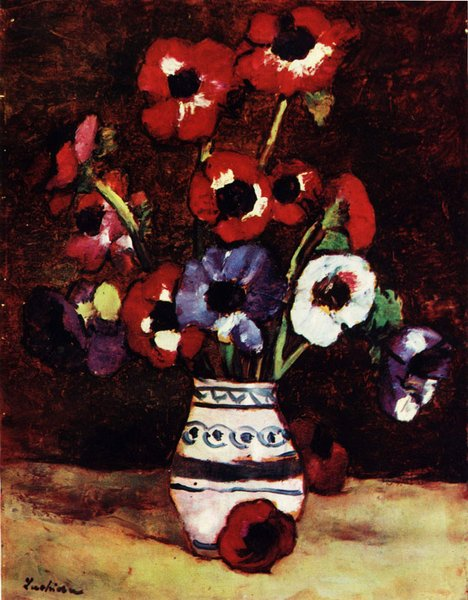
Gli anemoni
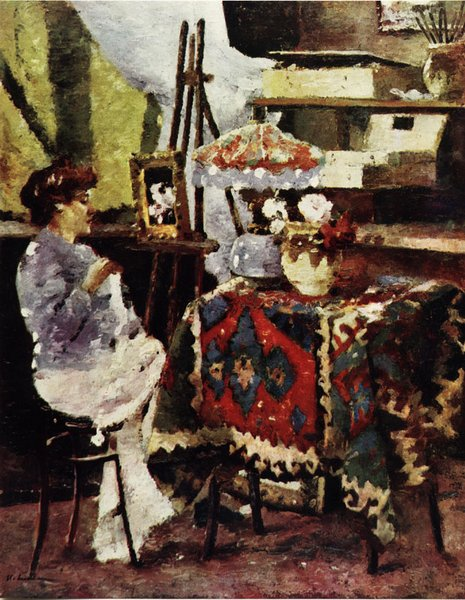
L'atelier degli artisti
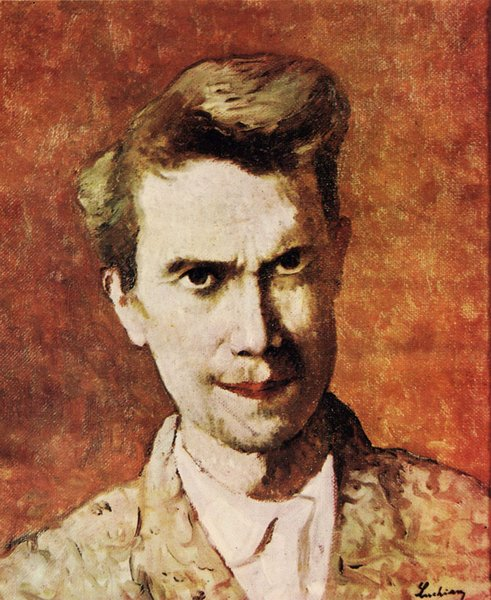
Autorittratto
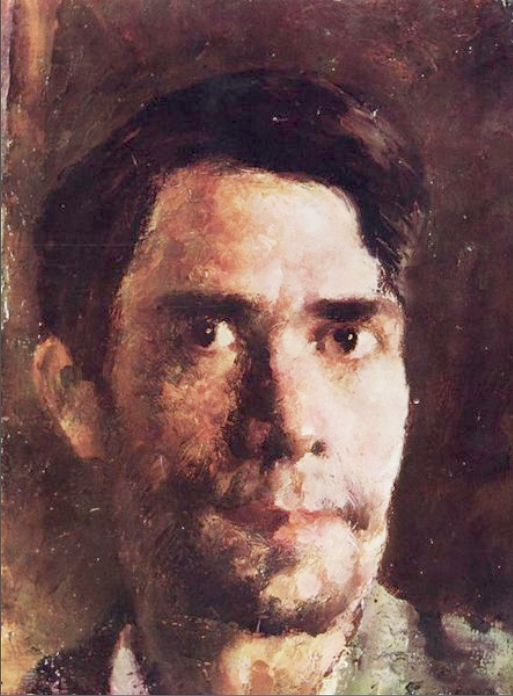
Autoritratto
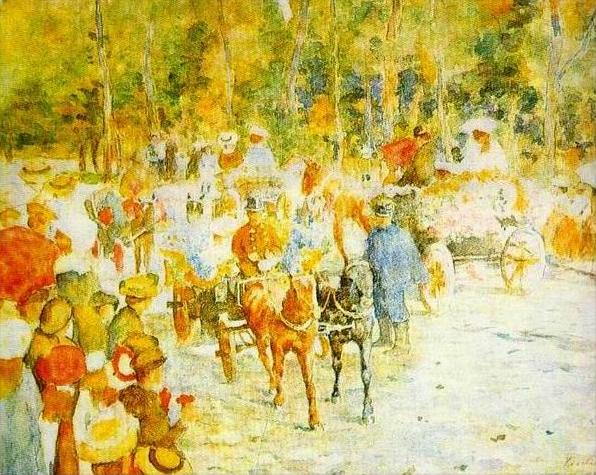
Battaglia con fiori sulla strada
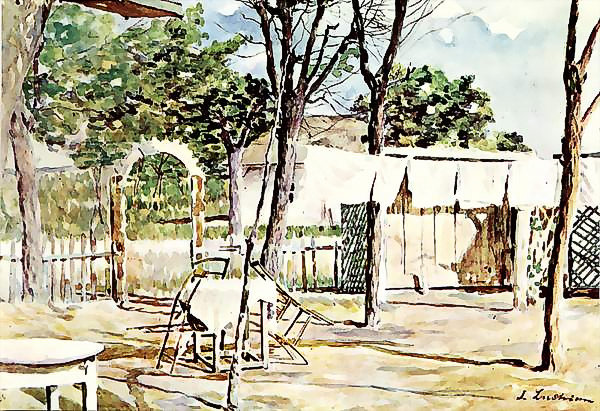
L'osteria senza clienti
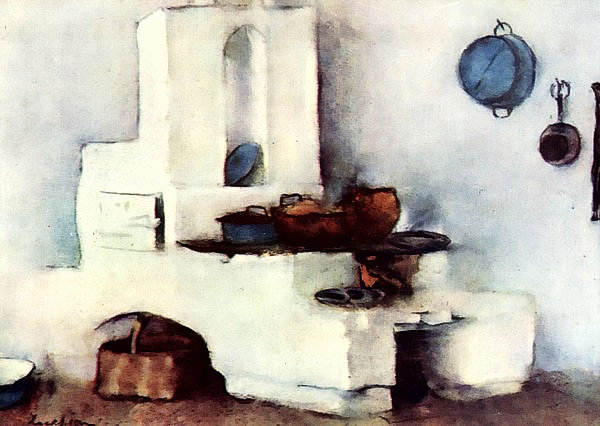
La cucina monacale
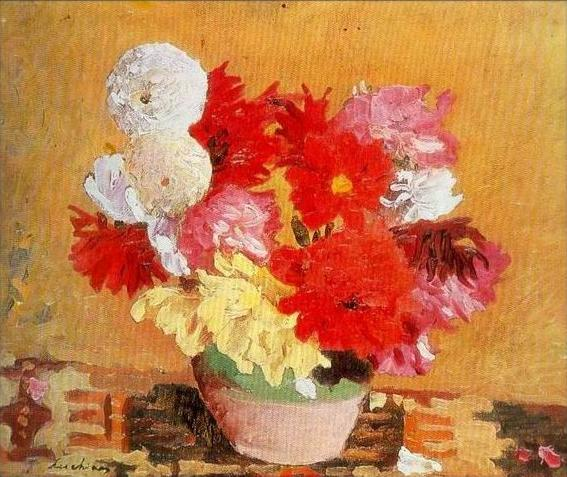
Le peonie
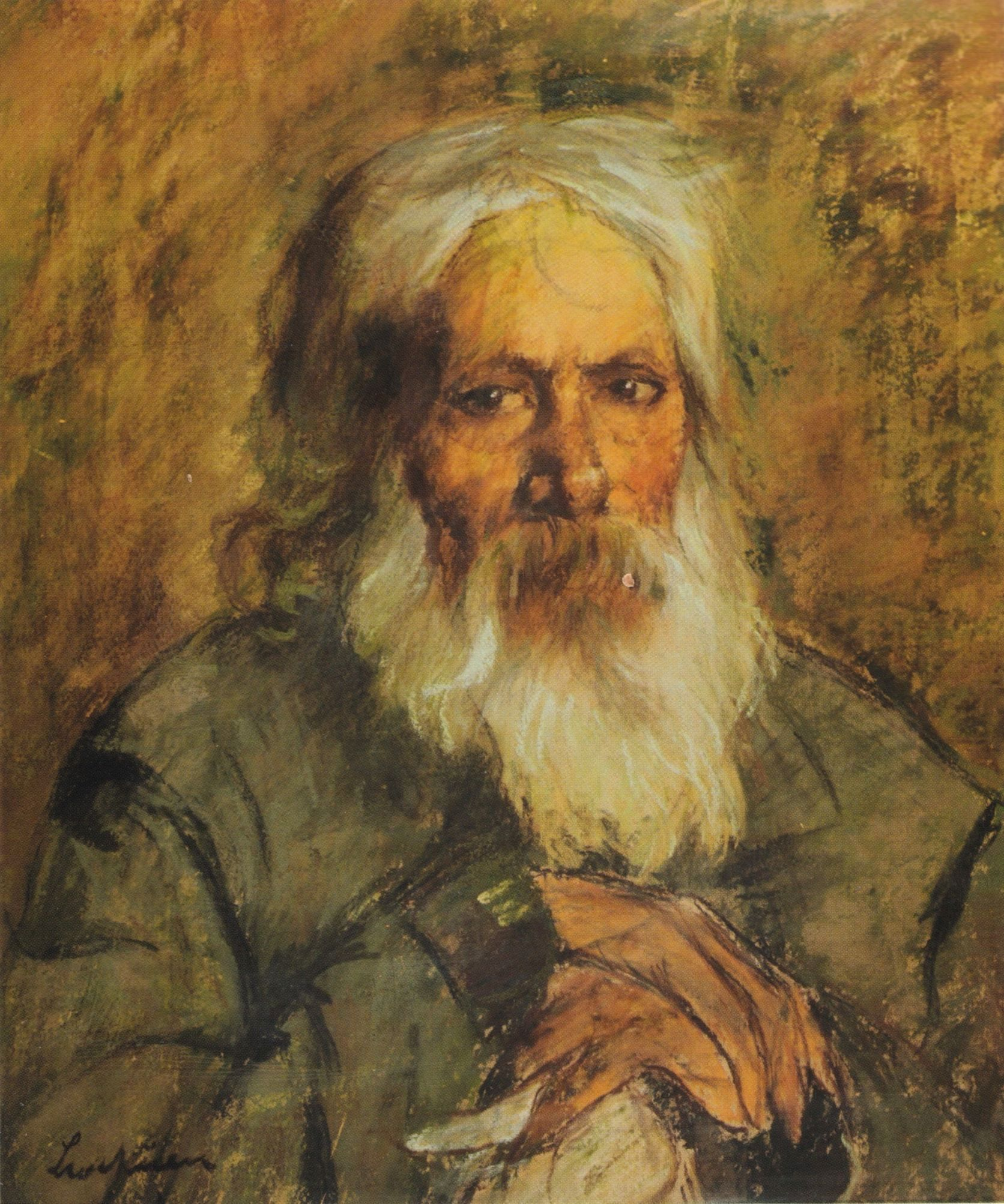
Volto di vecchio
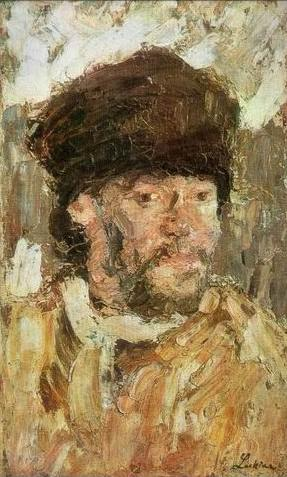
Volto di contadino
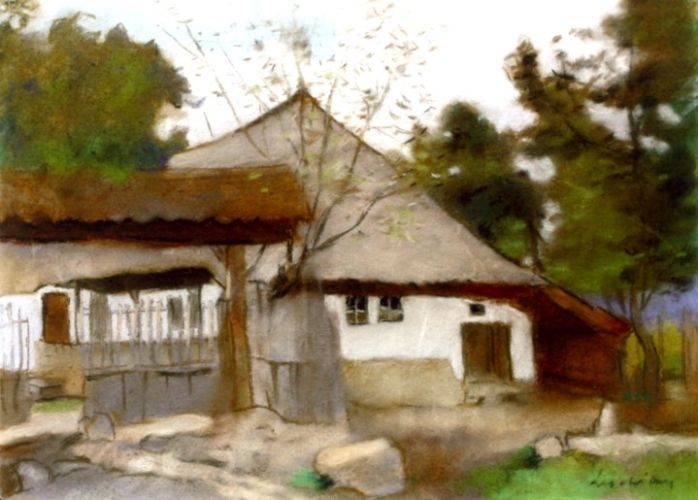
La casa di Brebu
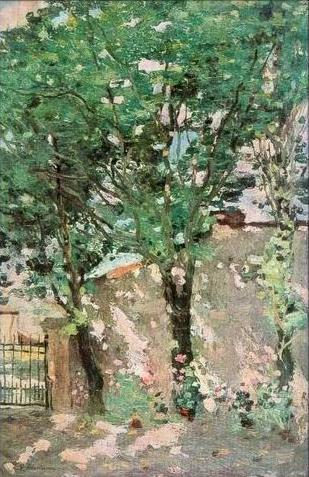
Angolo di strada di Poverna
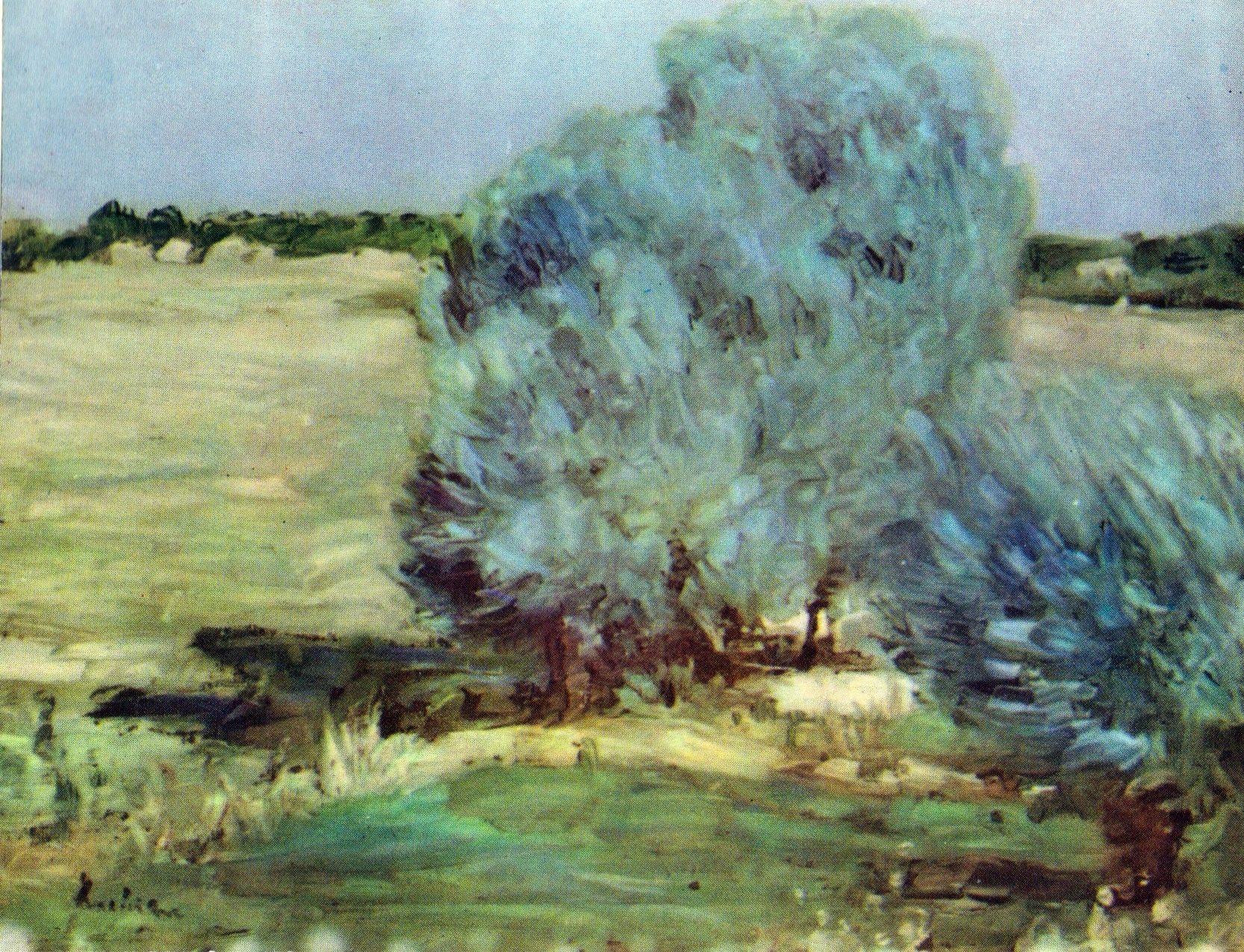
I salici della Chiajna
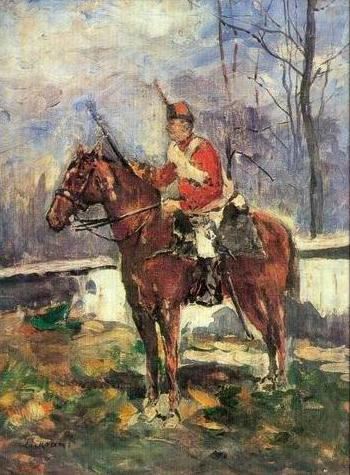
Il cavaliere
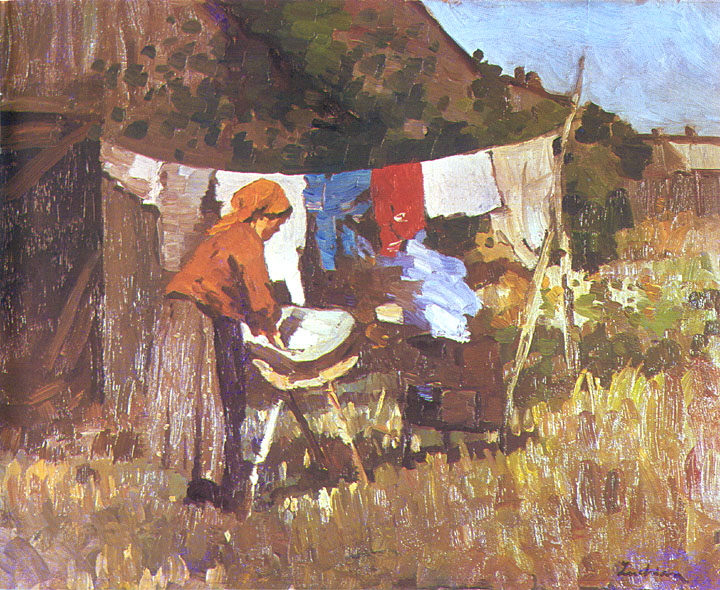
La lavandaia
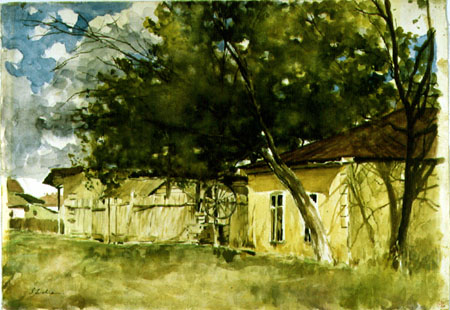
Fontana su via Clucer
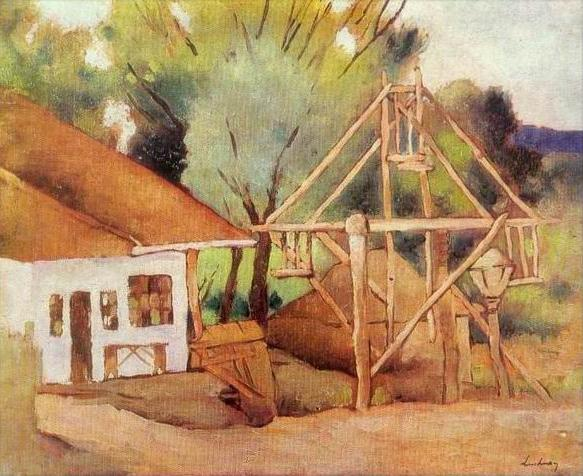
L'altalena
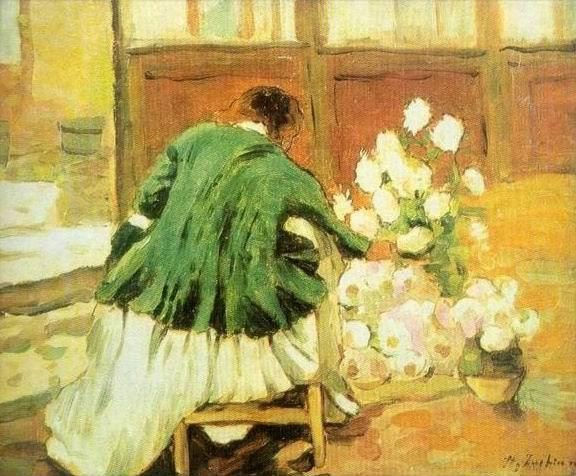
Abito verde
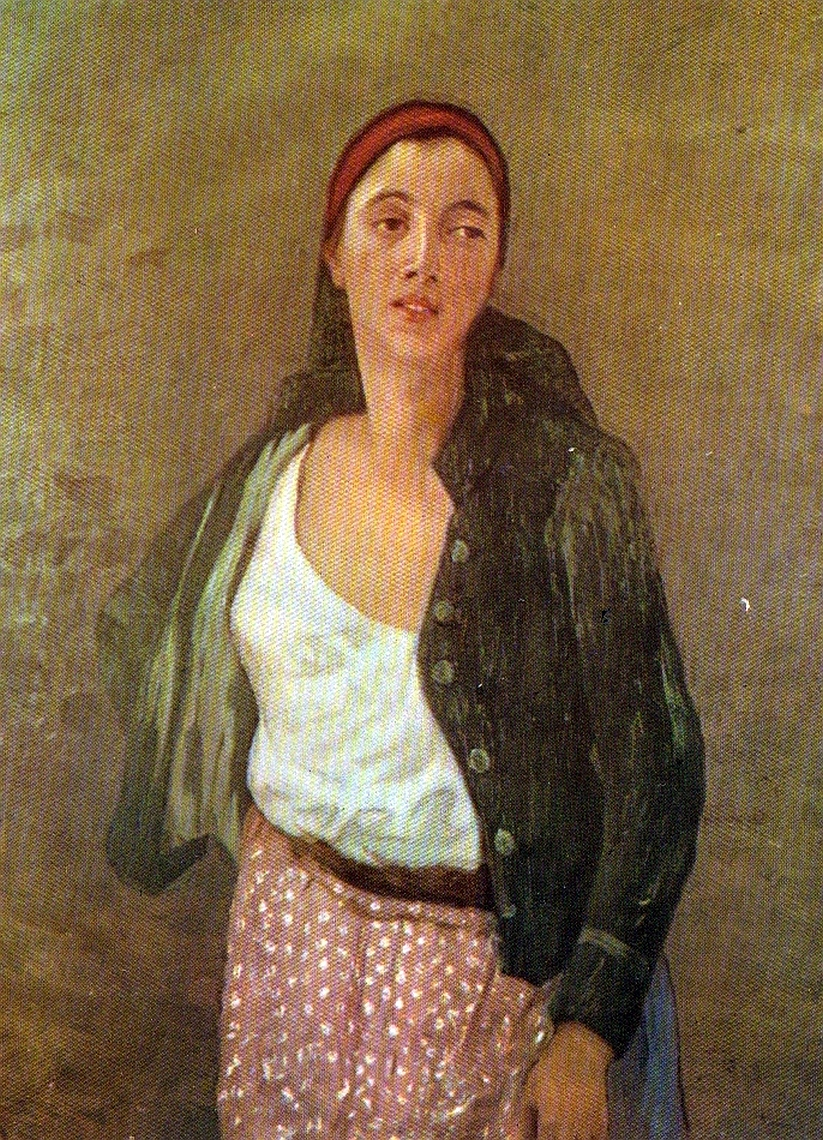
La fioraia Safta
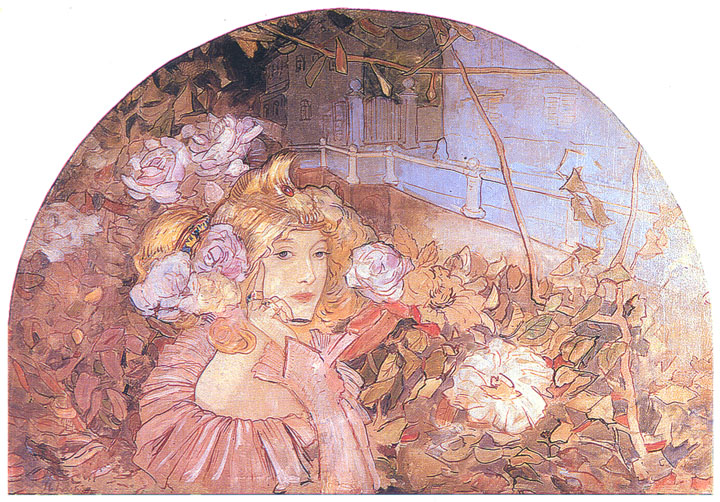
Primavera
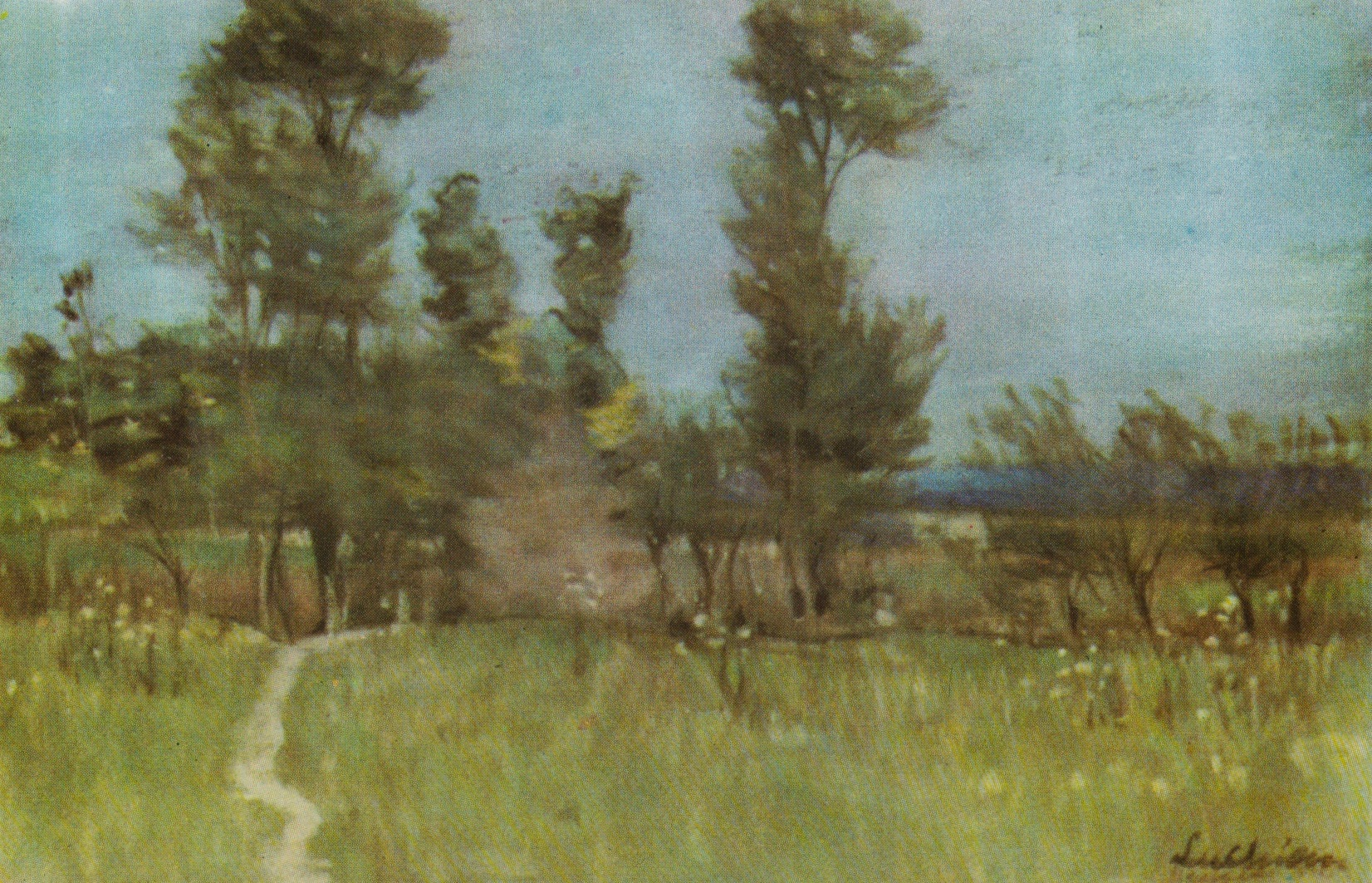
Sentiero per il cimitero
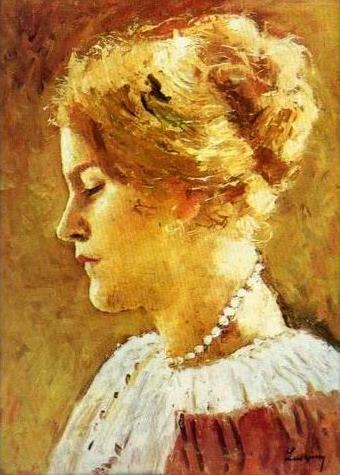
Profilo (Lorica)
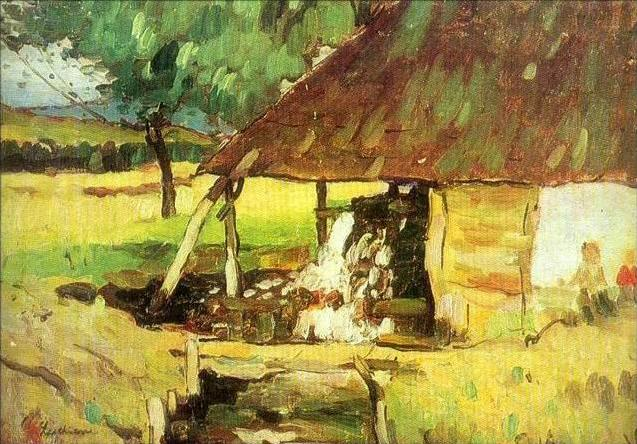
Il mulino dei ponti
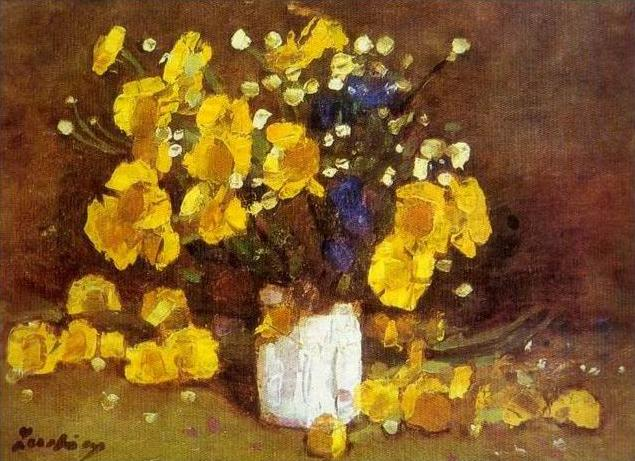
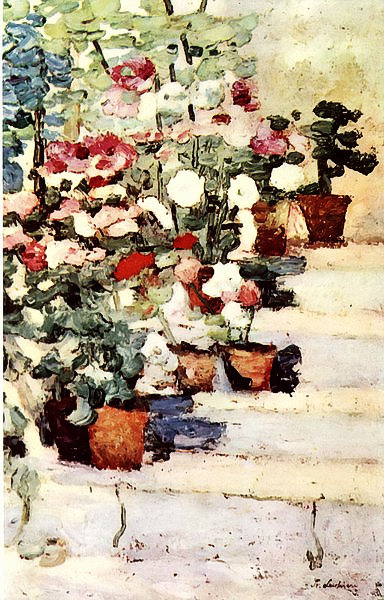
Scala con fiori
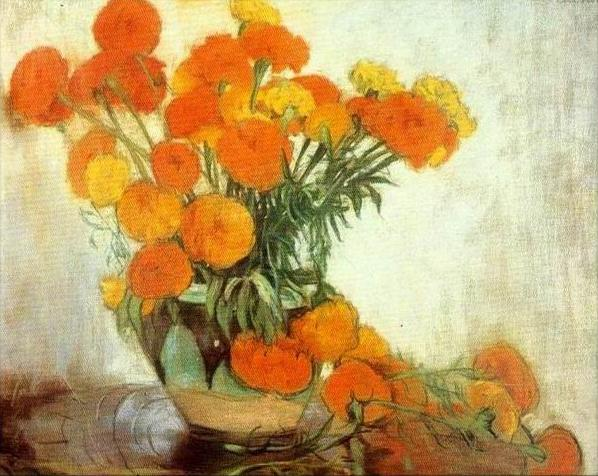
Văzdoage
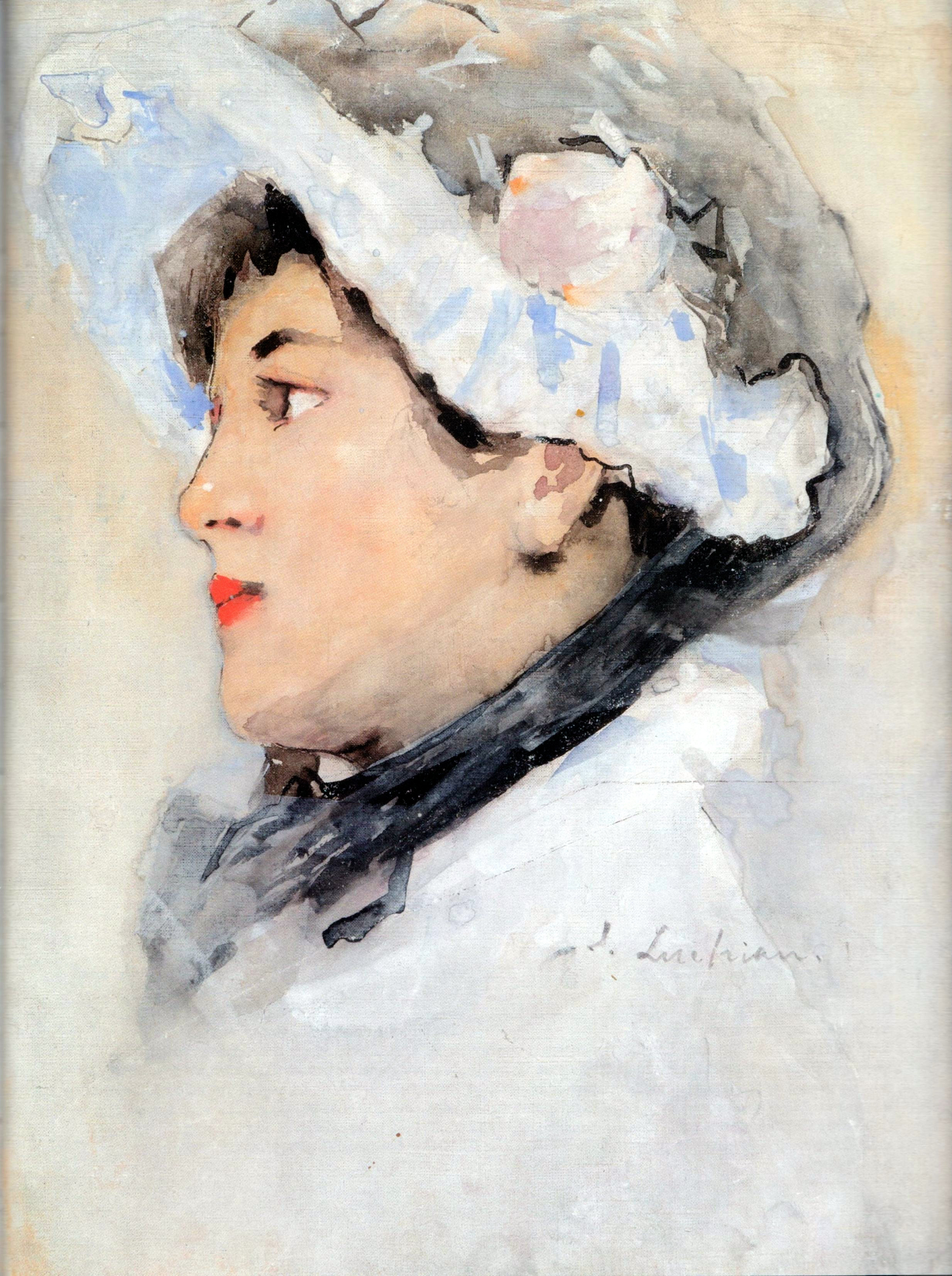
Ritratto di donna
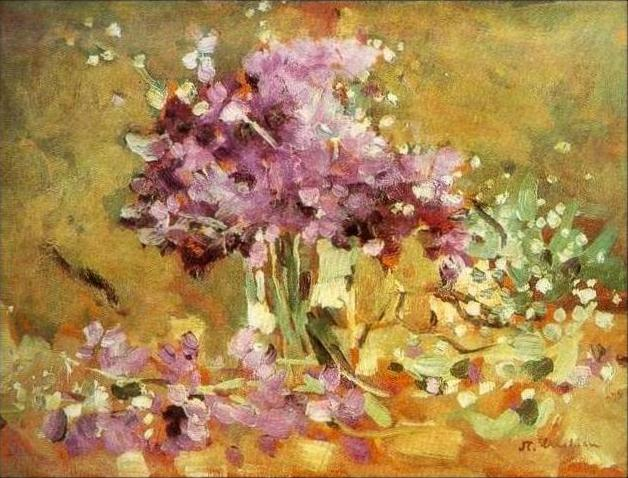
Violette
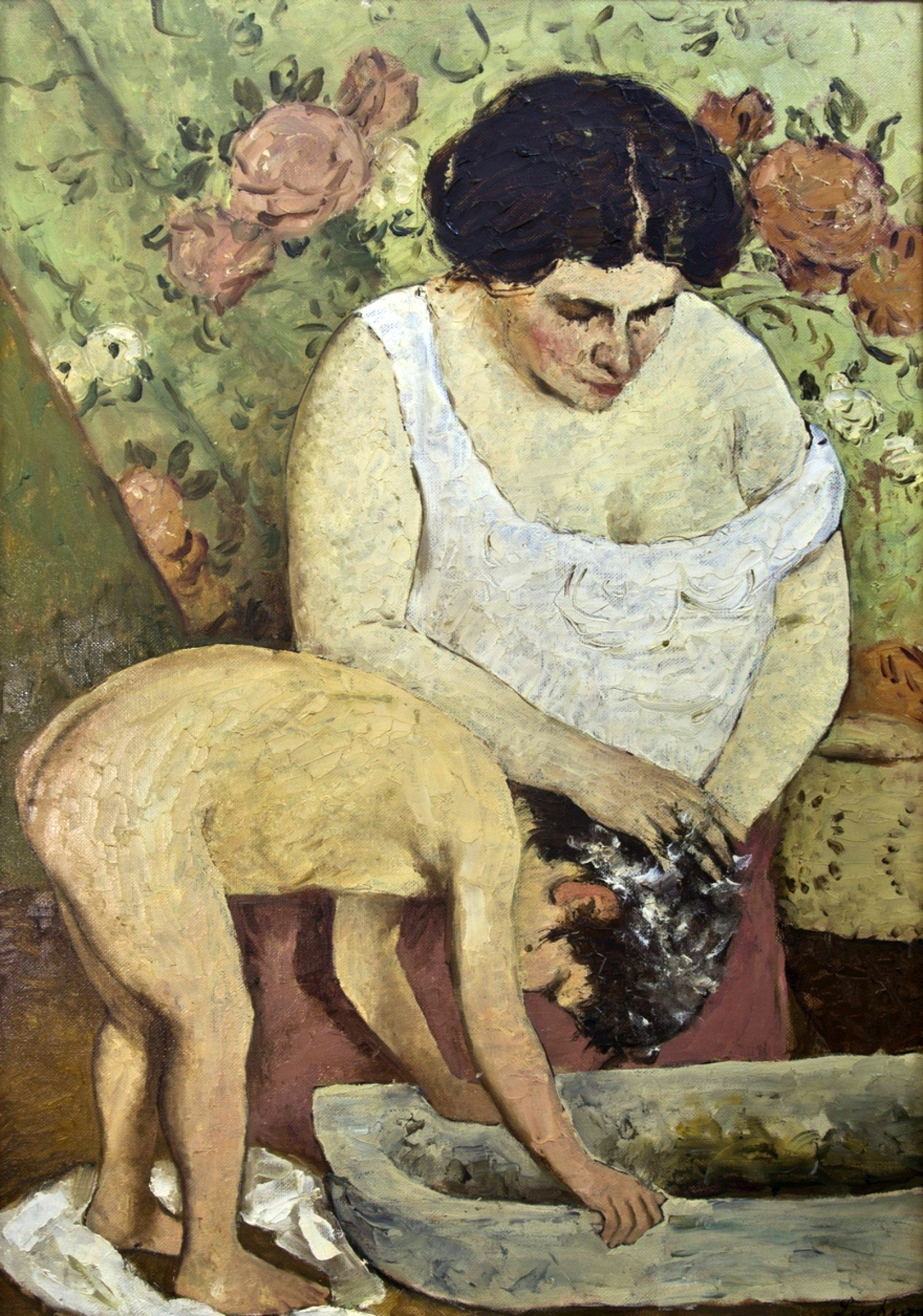
Il lavaggio
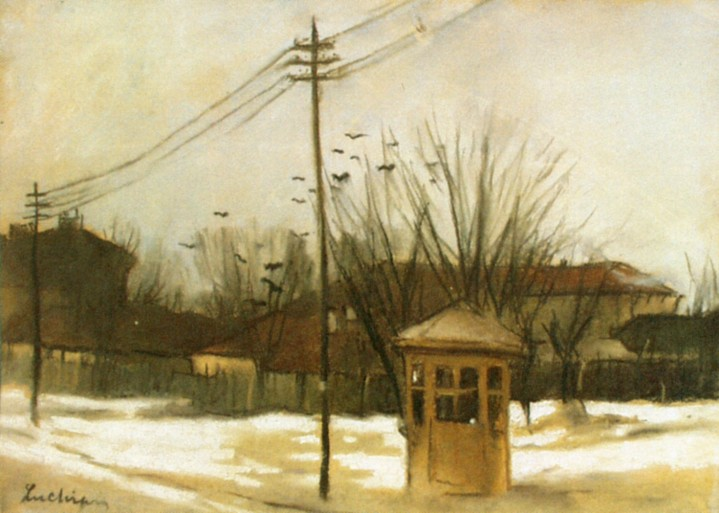
La cabina di Filantropia
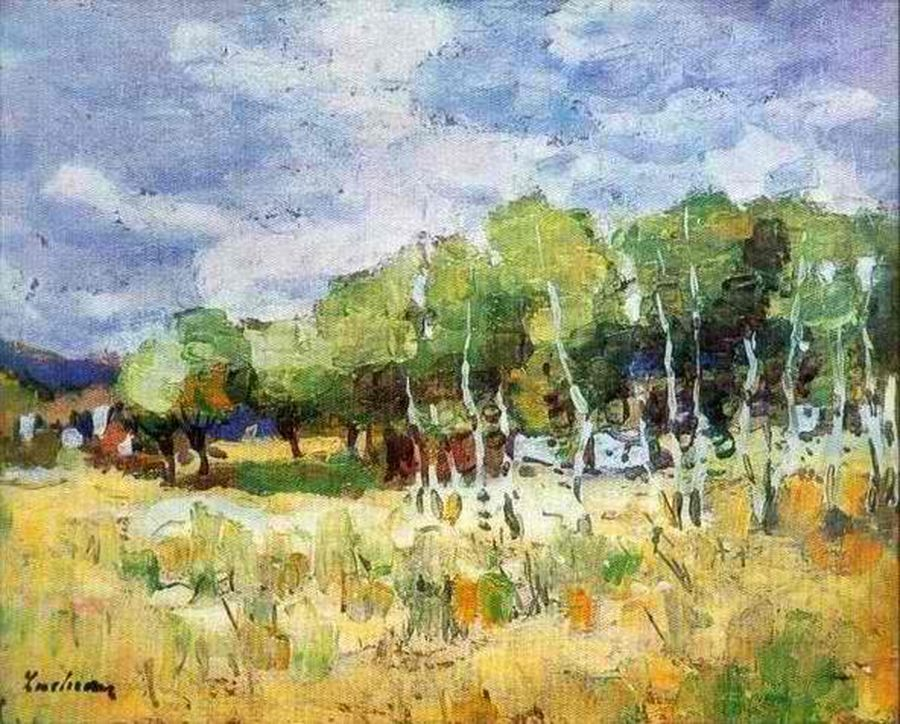
Dopo la pioggia
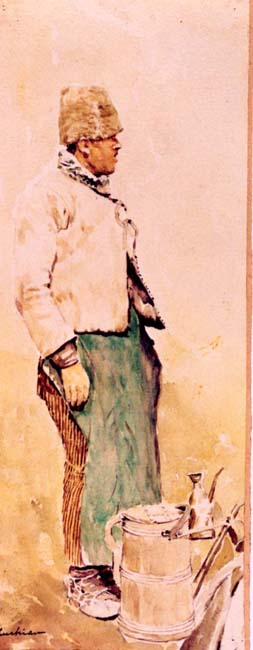
Il venditore di braga